# Adenifera armata
Adenifera armata is een mosdiertjessoort uit de familie van de Calloporidae. De wetenschappelijke naam van de soort is, als Biflustra armata, voor het eerst geldig gepubliceerd in 1881 door Haswell.